# روزنامه آنلاین
روزنامه آنلاین یا روزنامه بَرخط محتوایی دیجیتال است که شامل اخبار،اطلاعات،نظرات، و تحلیل هایی درباره حقایق و واقعیت ها می‌باشد و از طریق اینترنت در اختیار کاربران قرار می‌گیرد. روزنامه شیکاگو تریبیون در سال ۱۹۹۲ میلادی نخستین روزنامه برخطی بود که محتوای خود را به صورت الکترونیک ارائه داد. در ایران، روزنامه همشهری نخستین روزنامه‌ای بود که در سال ۱۳۷۳ نسخه الکترونیک روزنامه چاپی خود را منتشر کرد. روزنامه برخط دارای مزایای زیادی می‌باشد.

## پیشینه در جهان
روزنامه شیکاگو تریبیون در سال ۱۹۹۲ نخستین روزنامه برخطی بود که محتوای خود را به صورت الکترونیک ارائه کرد. از سال ۱۹۹۲، رسانه‌های آنلاین به طور گسترده‌ای توسعه یافته و به تکامل رسیده‌اند.

## پیشینه در ایران
در ایران، روزنامه همشهری نخستین روزنامه‌ای بود که در سال ۱۳۷۳ نسخه الکترونیک روزنامه چاپی خود را منتشر کرد. اولین روزنامه الکترونیک محض که تاکنون در ایران منتشر شده، خانه ملت است که توسط مجلس شورای اسلامی تهیه و منتشر می‌شود. اما نخستین روزنامه‌ای که نسخه اینترنتی را فراتر از نسخه چاپی ارائه کرد جام جم آنلاین بود.

## مزایای روزنامه نگاری آنلاین
- عدم محدودیت زمانی و مکانی
- امکان دسترسی به ادبیات جهانی واژه‌ها
- امکان استفاده از گرافیک متحرک، صدا، تصویر و نور